# Acalypha glechomifolia
Acalypha glechomifolia là một loài thực vật có hoa trong họ Đại kích. Loài này được A.Rich. mô tả khoa học đầu tiên năm 1850.